# Głodówko
Głodówko (niem. Karneyen) – osada w Polsce, położona w województwie warmińsko-mazurskim, w powiecie ostródzkim, w gminie Miłakowo.
W latach 1975–1998 miejscowość administracyjnie należała do województwa olsztyńskiego. Miejscowość leży w historycznym regionie Prus Górnych.
Wieś wzmiankowana w dokumentach z roku 1448, jako wieś pruska na 9 włókach. Pierwotna nazwa Gornyn najprawdopodobniej wywodzi się od imienia Prusa – Kornina. W roku 1782 we wsi odnotowano 8 domów (dymów), natomiast w 1858 w ośmiu gospodarstwach domowych było 119 mieszkańców. W latach 1937–39 było 115 mieszkańców. W roku 1973 jako majątek Głodówko należało do powiatu morąskiego, gmina i poczta Miłakowo.